# Persone di cognome Mason
| Questa pagina contiene informazioni ricavate automaticamente dalle voci biografiche con l'ausilio del template Bio e di un bot. L'aggiornamento è periodico e automatico e ricostruisce completamente la pagina. Se manca una persona in questa lista, sei pregato di non aggiungerla, ma accertati piuttosto che la sua voce biografica contenga il template Bio e che i dati anagrafici siano correttamente compilati. Se il template Bio manca, inseriscilo tu stesso o, in alternativa, metti l'avviso {{tmp\|Bio}} che ne segnala la mancanza. Se i dati riportati sono sbagliati, correggi direttamente la voce biografica; le modifiche saranno visibili in questa lista entro pochi giorni. Per chiarimenti vedi il progetto antroponimi. La lista contiene solo le 88 persone che sono citate nell'enciclopedia e per le quali è stato implementato correttamente il template Bio. Pagina aggiornata al 23 lug 2025. |

Questa è una lista di persone presenti nell'enciclopedia che hanno il cognome Mason, suddivise per attività principale.

## Allenatori di calcio(1)
- Ryan Mason, allenatore di calcio e ex calciatore inglese (Enfield, n. 1991)

## Altiste(1)
- Michele Mason-Brown, ex altista australiana (n. 1939)

## Altisti(2)
- Germaine Mason, altista giamaicano (Kingston, n. 1983 - Kingston, † 2017)
- Michael Mason, altista canadese (New Westminster, n. 1986)

## Antropologi(1)
- John Alden Mason, antropologo, archeologo e linguista statunitense (Orland, n. 1885 - † 1967)

## Astronomi(1)
- Charles Mason, astronomo britannico (Oakridge, n. 1728 - Filadelfia, † 1786)

## Atlete paralimpiche(1)
- Brittni Mason, atleta paralimpica statunitense (Cleveland, n. 1998)

## Attori(8)
- Dan Mason, attore e sceneggiatore statunitense (Syracusae, n. 1853 - Baersville, † 1929)
- James Mason, attore britannico (Huddersfield, n. 1909 - Losanna, † 1984)
- James Mason, attore statunitense (Parigi, n. 1889 - Los Angeles, † 1959)
- John B. Mason, attore e cantante statunitense (Orange, n. 1858 - Stamford, † 1919)
- Laurence Mason, attore statunitense (New York, n. 1964)
- Sidney Mason, attore statunitense (Paterson, n. 1886 - New York, † 1923)
- Tom Mason, attore e produttore cinematografico statunitense (Illinois, n. 1920 - Orange, † 1980)
- Tom Mason, attore statunitense (Brooklyn, n. 1949)

## Attrici(8)
- Hilary Mason, attrice britannica (Birmingham, n. 1917 - Milton Keynes, † 2006)
- Jeanine Mason, attrice e ballerina statunitense (Miami, n. 1991)
- Karen Mason, attrice, cantante e cabarettista statunitense (New Orleans)
- Madelon Mason, attrice e modella statunitense (Cleveland, n. 1921 - New York City, † 2001)
- Margery Mason, attrice e regista britannica (Hackney, n. 1913 - Londra, † 2014)
- Marsha Mason, attrice statunitense (St. Louis, n. 1942)
- Mercedes Mason, attrice svedese (Linköping, n. 1982)
- Shirley Mason, attrice statunitense (Brooklyn, n. 1900 - Los Angeles, † 1979)

## Avvocati(1)
- Thomas Boyd Mason, avvocato e attore statunitense (Lynchburg, n. 1919 - Roanoke, † 2007)

## Batteristi(2)
- Harvey Mason, batterista statunitense (Atlantic City, n. 1947)
- Nick Mason, batterista, compositore e produttore discografico britannico (Birmingham, n. 1944)

## Bobbisti(1)
- Geoffrey Mason, bobbista statunitense (Filadelfia, n. 1902 - East Providence, † 1987)

## Calciatori(9)
- Bobby Mason, ex calciatore inglese (Tiptree, n. 1936)
- Dean Mason, calciatore montserratiano (Londra, n. 1989)
- Gary Mason, ex calciatore scozzese (Edimburgo, n. 1979)
- John Mason, ex calciatore scozzese (Glasgow, n. 1953)
- Joe Mason, ex calciatore irlandese (Plymouth, n. 1991)
- Nello Mason, calciatore italiano (Mestre, n. 1922)
- Paul Mason, ex calciatore inglese (Liverpool, n. 1963)
- Stokely Mason, ex calciatore trinidadiano (Barataria, n. 1975)
- Thomas Lot Mason, calciatore britannico (Portsmouth, n. 1886 - † 1954)

## Cantanti(3)
- Barbara Mason, cantante statunitense (Filadelfia, n. 1947)
- Jana Mason, cantante e attrice statunitense (Jersey City, n. 1929 - Lake Bluff, † 2013)
- Marta Mason, cantante e ex calciatrice italiana (Camposampiero, n. 1993)

## Cestiste(1)
- Ros Mason, ex cestista britannica (Londra, n. 1979)

## Cestisti(7)
- Anthony Mason, cestista statunitense (Miami, n. 1966 - New York, † 2015)
- Chet Mason, ex cestista statunitense (Cleveland, n. 1981)
- Rod Mason, ex cestista statunitense (Tulsa, n. 1966)
- Antoine Mason, cestista statunitense (Queens, n. 1992)
- Desmond Mason, ex cestista statunitense (Waxahachie, n. 1977)
- Makai Mason, cestista tedesco (Greenfield, n. 1995)
- Nate Mason, cestista statunitense (Decatur, n. 1995)

## Chimici(1)
- Stanley Mason, chimico canadese (Montréal, n. 1914 - Grand-Mère, † 1987)

## Ciclisti su strada(1)
- Oscar Mason, ex ciclista su strada italiano (Varese, n. 1975)

## Ciclocrossisti(1)
- Cameron Mason, ciclocrossista, mountain biker e ciclista su strada britannico (Linlithgow, n. 2000)

## Compositori(1)
- Daniel Gregory Mason, compositore e critico musicale statunitense (Brookline, n. 1873 - Greenwich, † 1953)

## Danzatori(1)
- Cameron Mason, ballerino, cantante e attore statunitense (Denver, n. 1949)

## Danzatrici(1)
- Alessandra Mason, ballerina e personaggio televisivo italiana (Torino, n. 1985)

## Diplomatici(1)
- Paul Mason, diplomatico inglese (n. 1904 - Retford, † 1978)

## Fotografi(1)
- Herbert Mason, fotografo, regista e produttore cinematografico inglese (Moseley, Birmingham, n. 1891 - Londra, † 1960)

## Giocatori di football americano(5)
- Joel Mason, giocatore di football americano, cestista e allenatore di pallacanestro statunitense (Iron River, n. 1912 - Harper Woods, † 1995)
- Jordan Mason, giocatore di football americano statunitense (Gallatin, n. 1999)
- Shaq Mason, giocatore di football americano statunitense (Columbia, n. 1993)
- Tommy Mason, giocatore di football americano statunitense (Lake Charles, n. 1939 - Eden Prairie, † 2015)
- Tre Mason, giocatore di football americano statunitense (West Palm Beach, n. 1993)

## Giornalisti(1)
- Paul Mason, giornalista britannico (Leigh, n. 1960)

## Giuristi(1)
- John Mason, giurista britannico (Inghilterra, n. 1600 - Norwich, † 1672)

## Hockeisti su ghiaccio(2)
- Chris Mason, ex hockeista su ghiaccio canadese (Red Deer, n. 1976)
- Steve Mason, hockeista su ghiaccio canadese (Oakville, n. 1988)

## Imprenditori(1)
- Thomas Mason, imprenditore e politico statunitense (Contea di Fairfax, n. 1770 - Woodbridge, † 1800)

## Magistrate(1)
- Sandra Mason, magistrata e politica barbadiana (Saint Philip, n. 1949)

## Missionari(1)
- Edoardo Mason, missionario e vescovo cattolico italiano (Limena, n. 1903 - Verona, † 1989)

## Modelle(1)
- Connie Mason, modella e attrice statunitense (Washington, n. 1937)

## Musicisti(1)
- Dave Mason, musicista, cantante e chitarrista britannico (Worcester, n. 1946)

## Organisti(1)
- Lowell Mason, organista e compositore statunitense (Medfield, n. 1792 - Orange, † 1872)

## Pallavoliste(1)
- Chiara Mason, pallavolista italiana (Camposampiero, n. 2000)

## Piloti automobilistici(1)
- Josh Mason, pilota automobilistico britannico (Birmingham, n. 2002)

## Politici(4)
- George Mason, politico statunitense (Fairfax, n. 1725 - Gunston Hall, † 1792)
- John Young Mason, politico e diplomatico statunitense (Contea di Greensville, n. 1799 - Parigi, † 1859)
- John Mason, politico britannico (King's Lynn, n. 1586 - Londra, † 1635)
- Stevens Mason, politico statunitense (Leesburg, n. 1811 - New York, † 1843)

## Registi teatrali(1)
- Patrick Mason, regista teatrale e direttore artistico britannico (Londra, n. 1951)

## Rugbisti a 15(1)
- Simon Mason, rugbista a 15 irlandese (Wirral, n. 1973)

## Scacchisti(1)
- James Mason, scacchista irlandese (Kilkenny, n. 1849 - Rochford, † 1905)

## Sceneggiatrici(1)
- Sarah Y. Mason, sceneggiatrice statunitense (Pima, n. 1896 - Los Angeles, † 1980)

## Scrittori(4)
- A. E. W. Mason, scrittore e politico britannico (Dulwich, n. 1865 - Londra, † 1948)
- Daniel Mason, scrittore statunitense (Palo Alto, n. 1976)
- Richard Mason, scrittore inglese (Johannesburg, n. 1977)
- Richard Mason, scrittore, produttore cinematografico e regista inglese (Hare, n. 1919 - Roma, † 1997)

## Soprani(1)
- Edith Mason, soprano statunitense (Saint Louis, n. 1892 - San Diego, † 1973)

## Storici(1)
- Timothy Mason, storico britannico (Birkenhead, n. 1940 - Roma, † 1990)

## Vescovi cattolici(1)
- Fernando Mason, vescovo cattolico e missionario italiano (Loreggia, n. 1945)

## Senza attività specificata(1)
- Monica Mason, ex ballerina e direttrice artistica sudafricana (Johannesburg, n. 1941)